# The Last Time (film)
Pour plus de détails, voir Fiche technique et Distribution.
The Last Time ou L'ultime chance au Québec est un film américain réalisé par Michael Caleo, sorti en 2006.

## Synopsis
Theodore "Ted" est le meilleur commercial de son entreprise malgré une période difficile. Arrogant, désagréable et orgueilleux, il doit faire équipe avec Jamie, un nouvel employé qui vient du Midwest.

## Fiche technique
- Titre : The Last Time
- Réalisation : Michael Caleo
- Scénario : Michael Caleo
- Musique : Randy Edelman
- Photographie : Tim Suhrstedt (en)
- Montage : David Finfer & Thom Noble
- Production : Stavros Merjos, Adam Rosenfelt, Malcolm Petal & Peter Samuelson
- Sociétés de production : Element Films & Train A Comin' Productions Inc.
- Société de distribution : SPE
- Pays :  États-Unis
- Langue : Anglais
- Format : Couleur - Dolby Digital - 35 mm - 2.35:1
- Genre : Comédie dramatique
- Budget : 4 000 000 $
- Durée : 96 min
- Date de sortie : 25 juillet 2007 (DVD)

## Distribution
- Michael Keaton (VF : Emmanuel Jacomy) : Theodore "Ted" Riker
- Brendan Fraser (VF : Guillaume Orsat) : Jamie Bashant
- Amber Valletta (VF : Emmanuèle Bondeville) : Belisa
- Daniel Stern (VF : Philippe Catoire) : John Whitman
- Neal McDonough (VF : Bruno Dubernat) : Hurly
- William Ragsdale (VF : Vincent Violette) : Rogers
- Alexis Cruz : Alvarez
- Michael G. Hagerty (VF : Yves Barsacq) : Breckenridge
- Michael Lerner (VF : Vincent Grass) : Leguzza
- Gary Grubbs (VF : Pierre Laurent) : Toby Margolin